# Волков, Василий Трофимович
Василий Трофимович Волков (21 июля 1905, Заозерье, Ярославская губерния — 2 марта 1977, Ленинград) — советский военачальник, контр-адмирал, (22.01.1944), участник Великой Отечественной войны.

## Биография
Василий Трофимович Волков родился 21 июля 1905 года в селе Заозерье (ныне — Угличский район Ярославской области). 30 сентября 1927 года был призван на службу в Военно-морской флот СССР. В 1929 году окончил артиллерийскую школу на Балтийском флоте, после чего служил на миноносце «Энгельс», пройдя путь от младшего артиллерийского командира до помощника командира судна по политической части. В 1933 году стал секретарём партийного бюро Кронштадтского района Службы наблюдения и связи. В 1938 году Волков окончил Военно-политическую академию имени В. И. Ленина, после чего служил на высоких военно-политических должностях в системе Наркомата Военно-морского флота СССР. С января 1941 года занимал должность заместителя по политической части Артиллерийского управления Военно-морского флота СССР. В этой должности он встретил начало Великой Отечественной войны.
Первые почти два военных года Волков продолжал работать на должности военного комиссара Артиллерийского управления ВМФ СССР. Помимо выполнения своих непосредственных обязанностей по обеспечению общего военно-политического руководства, участвовал в организации обеспечения флота артиллерийским вооружением и боезапасом, налаживал работу центральных складов ВМФ и флотских складов. Во время обороны Севастополя и битвы за Ленинград под его руководством организовывалось снабжение кораблей артиллерийским вооружением, сыгравшим значительную роль в тех боях. Волков лично выезжал на заводы, производящие вооружение, стремясь максимально улучшить работу производств. Участвовал в испытаниях новейших на тот момент образцов снарядов, разработанных с учётом военного опыта.
В апреле 1943 года Волков был назначен начальником Политуправления Балтийского флота. За время его руководства военно-политической работой флот провёл ряд активных боевых операций во взаимодействии с Ленинградским фронтом — в частности, окончательное снятие блокады и сражения на Карельском перешейке. В 1945 году получил назначение на Черноморский флот, заняв должность начальника Политотдела эскадры Черноморского флота. Принимал участие в организации работ по разминированию Чёрного моря.
После окончания войны продолжал службу в Военно-морском флоте. Был уволен в запас в звании контр-адмирала. Умер 2 марта 1977 года, похоронен на Серафимовском кладбище Санкт-Петербурга.

## Награды
- Орден Ленина (26 февраля 1953 года);
- 2 ордена Красного Знамени (22 июля 1944 года, 6 ноября 1947 года);
- Орден Нахимова 2-й степени (22 февраля 1946 года);
- 2 ордена Красной Звезды (14 июня 1942 года, 3 ноября 1944 года);
- Медали «За оборону Москвы», «За оборону Ленинграда» и другие медали.